# Taha Alabed
 (juin 2016).
Taha Zaydan Alabed (en arabe : طه العبد) est un poète palestinien et acteur de doublage.

## Filmographie

### Doublage
- Là-haut - Dug (version arabe classique)
- La Planète au trésor, un nouvel univers - John Silver (version arabe classique)